# Нальчик
Нальчик (кабард. Налшык
, карач.-балк. Налчык) — столиця Кабардино-Балкарії. Площа — 67 км². Населення: 245,756 осіб (2024).

## Походження назви і географія
Топонім «Нальчик» в перекладі з кабардинської мови означає «підківка», так як географічно місто розташоване в півколі гір, що нагадує підкову. Підкова і стала емблемою міста.
Місто розташоване на річці Нальчик (сточище Терека), у мальовничій місцевості біля підніжжя Головного Кавказького хребта на висоті від 390 до 600 (центр — 490) м.

## Історія
Фортеця Нальчик була заснована Російською імперією 1818 (за деякими даними перші відомості про поселення відносяться до 1724 року) на окупованих територіях Кабардино-Балкарської федерації племен. Військове російське поселення при фортеці засновано 1838, воно перетворено на слободу 1862, тут проживало 2,300 чоловік.
Нальчик отримав статус міста у часи більшовизму — з вересня 1921 року. Тут же засновано російський Педагогічний інститут, де з 1939 по 1941 рік викладав видатний український джерелознавець Антін Синявський.
Під час Другої світової війни перебував у зоні окупації Третього Рейху та Румунського королівства — з 28 жовтня 1942 року по 3 січня 1943 року. Тоді значна частина української еміграції повернулася в Україну, зокрема й професор Антін Синявський.

## Сучасність
У жовтні 2005 року місто зазнало нападу повстанців-ісламістів. Ще одну атаку на місто, менш масштабну, було здійснено в лютому 2011 року.

## Населення
|      | Населення | Кабардинці | Балкарці | Росіяни | Українці | Осетини | Євреї |
| ---- | --------- | ---------- | -------- | ------- | -------- | ------- | ----- |
| 1897 | 4.809     | 1.3%       | 1.5%     | 55.7%   | 9.8%     | 0.8%    | 22.0% |
| 1926 | 12.893    | 6.7%       | 2.7%     | 46.3%   | 11.4%    | 4.3%    | 11.3% |
| 1939 | 47.970    | 8.6%       | 1.8%     | 67.6%   | 6.5%     | 1.8%    | 6.3%  |
| 1959 | 87.617    | 13.9%      | 1.7%     | 67.5%   | 4.1%     | 2.6%    | 2.5%  |
| 1970 | 145.690   | 18.8%      | 2.7%     | 61.6%   | 3.5%     | 2.7%    | 1.7%  |
| 1979 | 200.199   | 22.6%      | 5.0%     | 52.2%   | 3.1%     | 2.7%    | 1.7%  |
| 1989 | 230.641   | 34.5%      | 6.8%     | 44.0%   | 2.5%     | 2.5%    | 2.0%  |
| 2002 | 274.974   | 47.3%      | 11.4%    | 31.8%   | 1.0%     | 1.9%    | 0.4%  |

## Економіка
Економіка міста за часів комуністичного режиму базувалась на машинобудуванні, електрониці, металообробці та туризмі. Наразі промислові підприємства зупинені. Туризм також згас через розташування міста в прифронтовій зоні кавказьких війн.

## Транспорт
Громадський транспорт — автобуси, тролейбуси (наразі курсує 3 маршрути), маршрутні таксі.
Місто має аеропорт.
Через Нальчик проходить автострада Кавказ.

## Клімат
| Клімат Нальчик                             | Клімат Нальчик | Клімат Нальчик | Клімат Нальчик | Клімат Нальчик | Клімат Нальчик | Клімат Нальчик | Клімат Нальчик | Клімат Нальчик | Клімат Нальчик | Клімат Нальчик | Клімат Нальчик | Клімат Нальчик | Клімат Нальчик |
| Показник                                   | Січ.           | Лют.           | Бер.           | Квіт.          | Трав.          | Черв.          | Лип.           | Серп.          | Вер.           | Жовт.          | Лист.          | Груд.          | Рік            |
| Середній максимум, °C                      | 0              | 1              | 7              | 16             | 21             | 25             | 27             | 26             | 22             | 15             | 8              | 3              | 15             |
| Середня температура, °C                    | −3             | −2             | 3              | 11             | 16             | 20             | 22             | 21             | 17             | 10             | 5              | 0              | 10             |
| Середній мінімум, °C                       | −7             | −6             | −1             | 5              | 11             | 14             | 17             | 16             | 12             | 5              | 1              | −4             | 5              |
| Середня кількість сонячних годин на місяць | 69             | 71             | 117            | 141            | 185            | 235            | 222            | 210            | 201            | 153            | 93             | 63             | 1810           |
| Норма опадів, мм                           | 22             | 23             | 38             | 63             | 99             | 100            | 72             | 61             | 55             | 43             | 29             | 26             | 631            |
| Днів з опадами                             | 6              | 6              | 8              | 9              | 11             | 11             | 9              | 7              | 7              | 7              | 7              | 7              | 95             |
| ------------------------------------------ | -------------- | -------------- | -------------- | -------------- | -------------- | -------------- | -------------- | -------------- | -------------- | -------------- | -------------- | -------------- | -------------- |

## Освіта
- Кабардино-Балкарський державний університет ім. Х. М. Бербекова (КБГУ)
- Кабардино-Балкарська державна сільськогосподарська академія
- Північно-Кавказький державний інститут мистецтв
- Кабардино-Балкарський інститут бізнесу
- Музичне училище і консерваторія

## Відомі особистості
В поселенні народилась:
- Хіть Генрієтта Леонідівна (* 1930) — радянський і російський антрополог
- Бржестовський Сергій Павлович (* 1941) — радянський та український художник кіно.